# Evangelistriakyrkan, Lagoúdi Zía
Evangelistriakyrkan är en grekisk-ortodox kyrkobyggnad belägen i orten Lagoúdi Zía i regionen Sydegeiska öarna, i sydöstra Grekland.

## Bilder

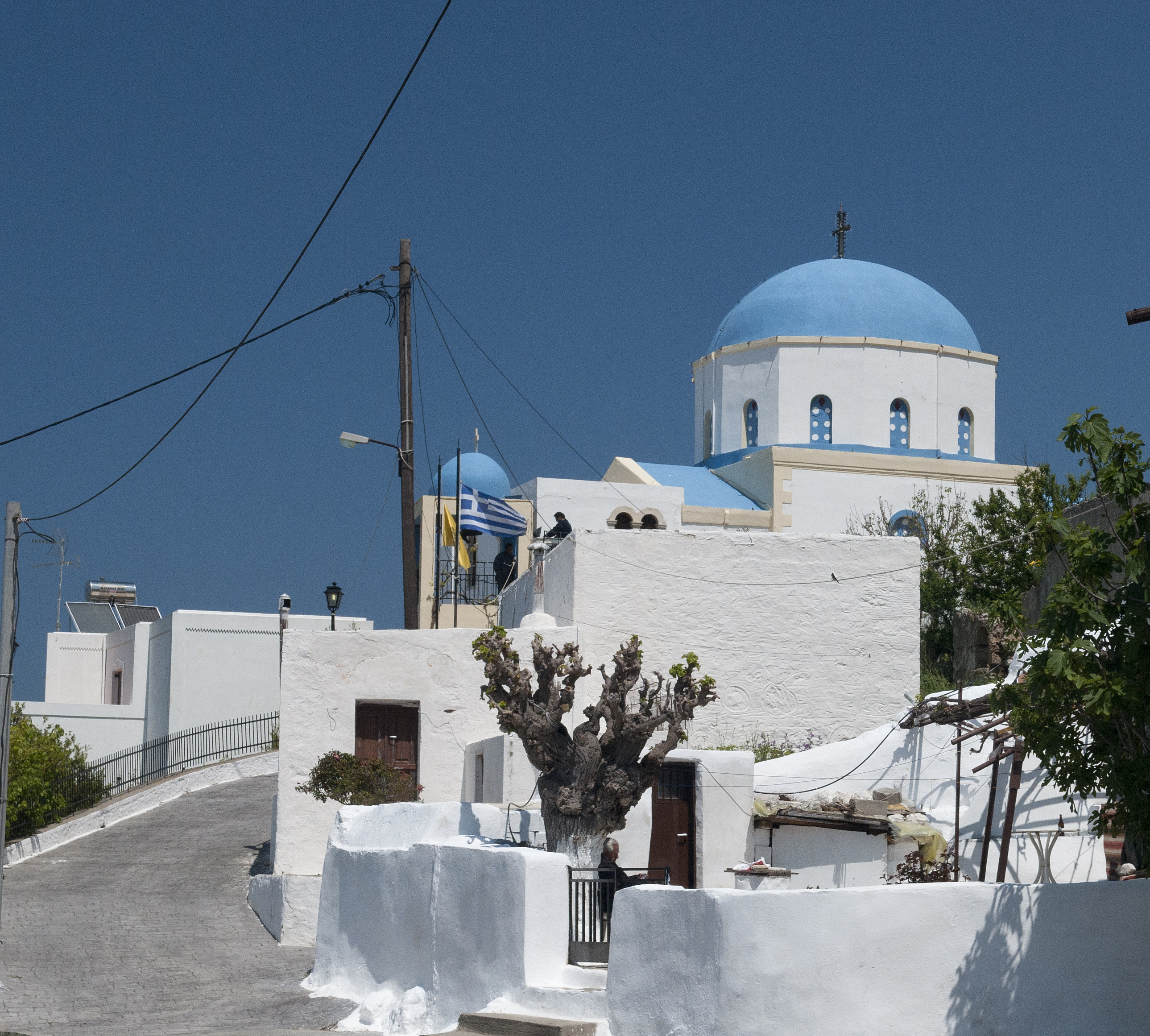
Kyrkan från andra sidan.
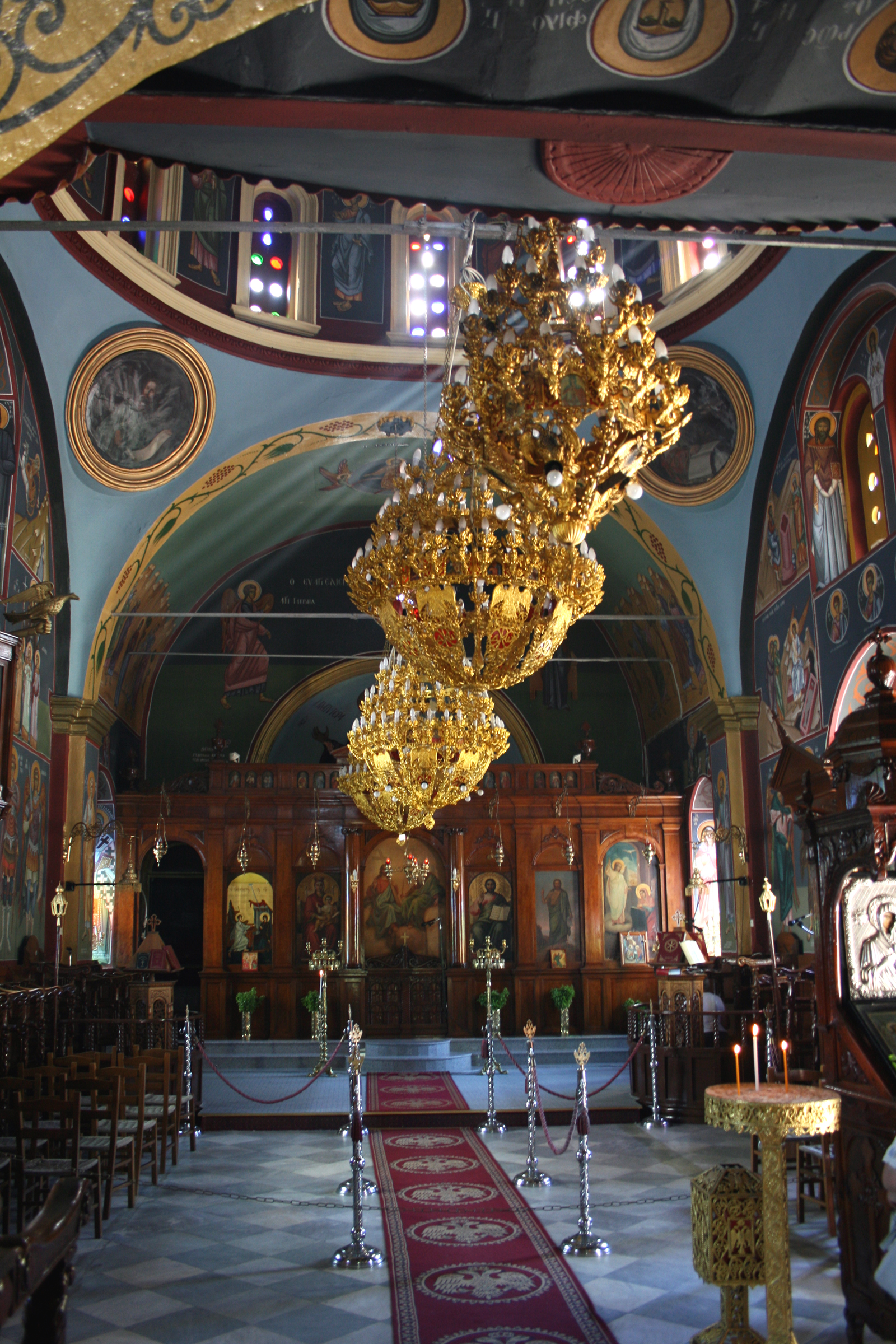
Kyrkans interiör mot ikonostasen.
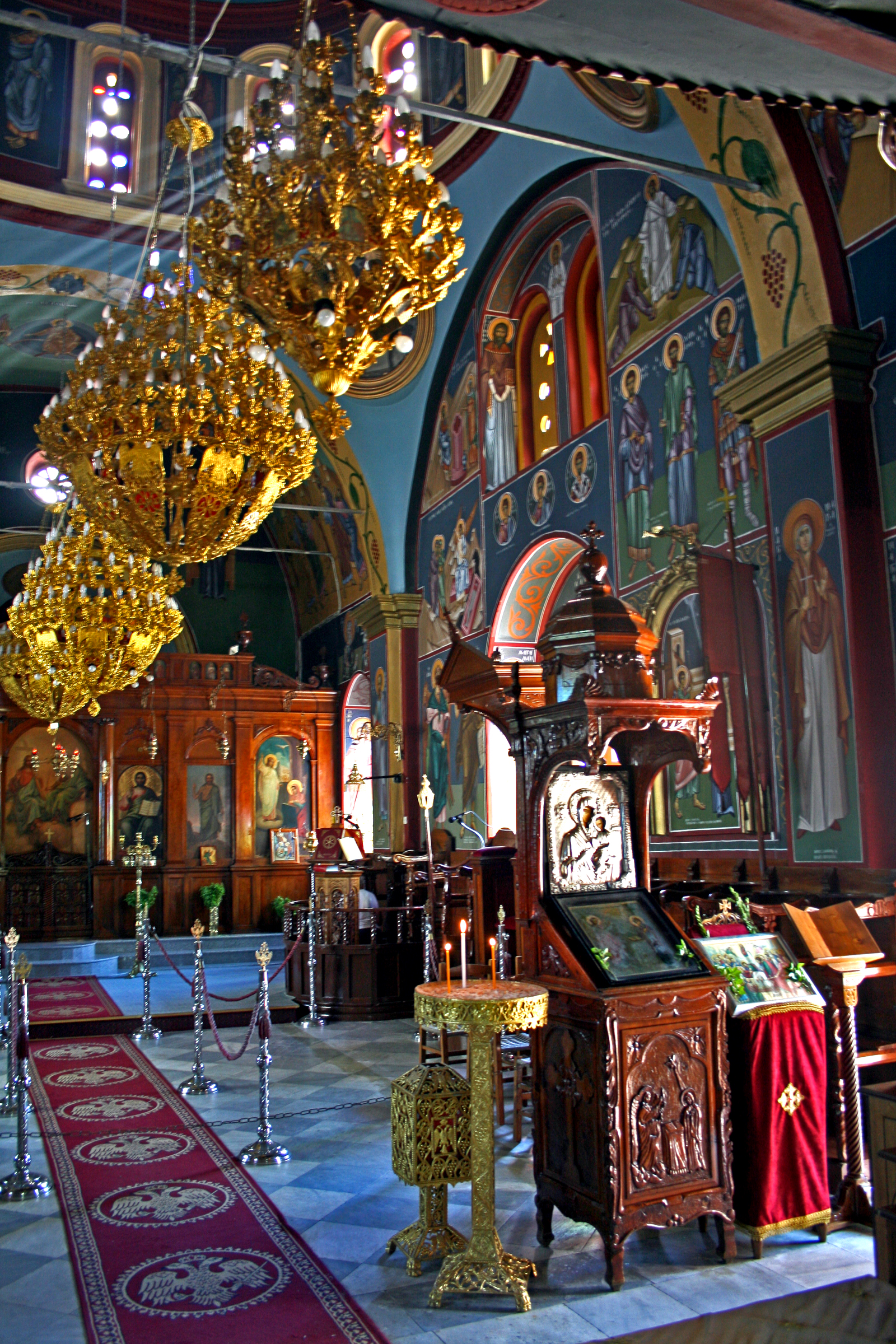
Interiören.